# Nationaal park Alonissos en Noordelijke Sporaden
Het Nationaal park Alonissos en Noordelijke Sporaden (Grieks: Εθνικό Θαλάσσιο Πάρκο Αλοννήσου Βορείων Σποράδων/ ΕΘΠΑΒΣ, Ethnikó thalássio párko Alonnísou Boreíon Sporádon) is een nationaal park in het noorden van de Egeïsche Zee in Griekenland. Het park werd opgericht in 1992 en beslaat ongeveer 2200 km² (94% zee). Daarmee is het een van de grootste beschermde zeegebieden van Europa. Het nationaal park omvat naast zee en het grootste eiland Alonissos nog zes andere eilanden van de Noordelijke Sporaden (Peristera of Evonymos, Skantzoura, Kyrà Panagìa of Pelagonisi, Ghiura, Psathoura, Piperi) en 22 onbewoonde eilandjes. Het park wordt opgedeeld in een beschermingszone A (Skantzoura, Pelagonisi, Ghiura, Psathoura en Piperi) van 1597 km², waar noch gevist noch gejaagd mag worden, en een minder streng beschermde zone B (Alonissos, Peristera) van 678 km².
De rotsachtige eilandjes zijn bezaaid met baaitjes en grotten en begroeid met maquis.
In het park komen  80 soorten vogels voor, waaronder Eleonora's valk, kuifaalscholver. Op het eiland Gioura leeft Bezoargeit. In de wateren rond het park leven 300 soorten vissen en gewone dolfijn, gestreepte dolfijn, tuimelaar, griend, potvis en dolfijn van Cuvier. Rond het eiland Gioura leeft bovendien de grootste Europese populatie van de bedreigde monniksrob (Monachus monachus).